# Aimutin 2
Aimutin 2  ist ein Stadtteil der osttimoresischen Landeshauptstadt Dili Verwaltungsamt Dom Aleixo der Gemeinde Dili.

## Geographie
Aimutin 2 bildet den Südosten des Stadtteils Aimutin. Aimutin 2 liegt in etwa zwischen der Rua de Ai Meti Laran im Westen Avenida de Hudi-Laran im Norden und der Rua de Fatumeta im Osten. Im Westen liegt der Stadtteil Aimutin Laran und im Norden der Stadtteil  Aimutin 1. Grob stimmt das mit den Aldeias Posto Penal des Sucos Comoro und Efaca und Terus Nanis des Sucos Bairro Pite überein. Aimutin 2 liegt auf einer Meereshöhe von 50 m.

## Einrichtungen
In Posto Penal befinden sich die Kapelle Aimutin, die Kirche Bethel Kristus Gembala und die Universidade da Paz (UNPAZ). In Efaca liegt das Dili Institute of Technology (DIT)